# Gnophos crossi
Gnophos crossi là một loài bướm đêm trong họ Geometridae.